# 로빈 라이트
로빈 버지니아 게일 라이트(영어: Robin Virginia Gayle Wright, 1966년 4월 8일 ~ )는 미국의 배우, 영화 감독이다. 2013년부터 2018년까지 방영된 넷플릭스 드라마 하우스 오브 카드의 클레어 언더우드 역, 영화 《포레스트 검프》(1994)의 제니 역과 《프린세스 브라이드》(1987)의 버터컵 역으로 잘 알려져 있다.

## 젊은 시절
로빈 라이트는 텍사스주, 댈러스에서 메리 케이 화장품 판매원이었던 게일과 제약 회사 직원이었던 프레드 라이트의 딸로 태어났다. 그 후 캘리포니아주 샌디에이고에서 성장했다.

## 출연 작품

### 영화
- 프린세스 브라이드 (1987) - 버터컵 역
- 토이즈 (1992)
- 포레스트 검프 (1994) - 제니 역
- 더 홀 (1997)
- 병 속에 든 편지 (1999)
- 언브레이커블 (2000) - 오드리 던 역
- 나인 라이브즈 (2005) - 다이애나 역
- 브레이킹 앤 엔터링 (2006)
- 베오울프 (2007)
- 할리우드 폭로전 (2008)
- 뉴욕, 아이 러브 유 (2008)
- 스테이트 오브 플레이 (2009) - 앤 콜린스 역
- 크리스마스 캐롤 (2009)
- 음모자 (2010) - 매리 수랏 역
- 머니볼 (2011) - 샤론 빈 역
- 램파트 (2011)
- 밀레니엄: 여자를 증오한 남자들 (2011)
- 더 콩그레스 (2013)
- 모스트 원티드 맨 (2014)
- 에베레스트 (2015)
- 원더우먼 (2017) - 안티오페 장군 역
  - 저스티스 리그 (2017)
  - 원더 우먼 1984 (2020)
  - 잭 스나이더의 저스티스 리그 (2021)
- 블레이드 러너 2049 (2017) - 조시 중위 역
- 랜드 (2020, Land) - 이디 역 (감독, 주연)
- 댐즐 (2024) - 이사벨 여왕 역
- 히어 (2024) - 마거릿 역

### 텔레비전
- 하우스 오브 카드 (2013-18)